# Extreme Ghostbusters
Extreme Ghostbusters er en amerikansk animeret Tv-serie fra 1997, serien er en spin-off på The Real Ghostbusters. 
Veteranen Dr. Egon Spengler fortsætter sit liv som spøgelsesudrydder hvor hans gamle kollegaer Peter Venkman, Ray Stantz og Winston Zeddemore her erstattes af de unge Kylie Griffin, Eduardo Riviera, Garret Miller og Roland Jackson. Janine Melnitz og Slimer fra den foregående serie, arbejder stadig sammen med Egon i deres hovedkvarter på den gamle brandstation i New York.

## Extreme Ghostbusters iDanmark
I Danmark blev serien serien vist på TV 2 i 1998, med danske stemmer. Figurerne fra serien blev udgivet som legetøj.

## Danske stemmer
- Peter Aude : Egon Spengler
- Johan Vinde : Edouardo Riviéra
- Birgitte Raaberg : Jeanie Melnitz
- Peter Zhelder : Roland Jackson
- Vibeke Hastrup : Kylie Griffin
- Hans Henrik Bærentsen : Garret Miller
- Timm Mehrens : Slimer

## Amerikanske stemmer
- Maurice LaMarche : Egon Spengler
- Rino Romano : Edouardo Riviéra
- Pat Musick : Jeanie Melnitz
- Alfonso Ribeiro : Roland Jackson
- Tara Strong : Kylie Griffin
- Jason Marsden : Garret Miller
- Billy West : Slimer

## Computerspil
- 2002 Extreme Ghostbusters: Code Ecto-1 (Game Boy Advance)
- 2003 Extreme Ghostbusters (Game Boy Advance)
- 2004 Extreme Ghostbusters: The Ultimate Invasion (PlayStation)